# Luleå Airport
Luleå Airport ligt ongeveer 10 km ten zuidoosten van Luleå, Zweden. Luleå is Zwedens grootste noordelijke luchthaven en de 5de van Zweden. De luchthaven had 902.186 passagiers in 2005, waarbij de meesten naar Stockholm gingen.
Het civiele vliegveerkeer begon in september 1944 met de landing van een Douglas DC-3 verkeerstoestel. Het vliegveld was toen al enige tijd in gebruik door de Zweedse luchtmacht. In 1984 werd de eerste passagiersterminal geopend en dit maakte de expansie van de burgerluchtvaart mogelijk. In 1991 werden voor het eerst meer dan 1 miljoen passagiers geteld, maar daarna stagneerde de passagiersaantallen.
Luleå Airport is de zesde luchthaven van Zweden en in 2019 maakten zo'n 1,2 miljoen passagiers er gebruik van. Er is een start- en landingsbaan van 3350 meter lang, een passagiersterminal, vijf gates en negen parkeerplaatsen voor passagiers- en vrachtvliegtuigen. Er werken zo'n 1100 mensen, waarvan 900 voor de luchtmacht. 